# Jinbe
Jinbē (яп. じんべえ) — романтична манґа Міцуру Адаті. Вона нерегулярно публікувалася в журналі Big Comic Original з 1992 по 1997 рік, а в травні 1997 року була зібрана в одному томі танкобону. У 1998 році вона була адаптована в 11-серійний телевізійний драматичний серіал на Fuji TV.

## Сюжет
Jinbē — це історія стосунків між Дзінпеєм та його падчеркою Міку. Мати Міку померла після того, як вона була одружена з Дзінпеєм трохи більше року, коли Міку було 13 років, і з тих пір Дзінпей виховує Міку сам. Серіал дуже делікатно торкається романтичних тем.

## Персонажі
Дзінпей Таканасі (яп. 高梨 陣平, Takanashi Jinpei)
Дзінпей, також відомий як Дзінбе (китова акула японською мовою), живе зі своєю падчеркою Міку. Його дружина, Рікако, померла за три роки до початку цієї історії, проживши з ним у шлюбі трохи більше року. Дзінпей працює в акваріумі Сансун. Під час навчання в коледжі він був відомим воротарем футбольної команди свого університету.
Міку Таканасі (яп. 高梨 美久, Takanashi Miku)
17-річна падчерка Дзінпея, донька Рікако та Юкіо Міяге. Її батьки розлучилися за дев'ять років до початку історії, а її мати вийшла заміж за Дзінпея приблизно через п'ять років. У старшій школі вона відвідує фотогурток, і Дзінісі романтично переслідує її. Однак їй завжди було визначено мати романтичні стосунки з вітчимом, незважаючи на їхнє початкове заперечення протягом всієї історії.

## Манґа
Серію було зібрано в один том видавництвом Shogakukan.
| № | Дата виходу    | ISBN               |
| - | -------------- | ------------------ |
| 1 | 30 травня 1997 | ISBN 4-09-184831-1 |

## Телевізійна драма
Транслюючись на Fuji TV з 12 жовтня 1998 року по 21 грудня 1998 року, Jinbe отримав середній рейтинг 15,9%. Він виходив у понеділок ввечері з 9:00 до 9:54 вечора, фінальна серія виходила з 9:00 до 10:24 вечора.